# Bruno Raes
Bruno Raes (Antwerpen, 1947) is een gewezen Belgisch journalist, bedenker van televisieseries en producent. Hij was van 1990 tot 2002 producer van F.C. De Kampioenen en is medebedenker van de sitcom. 

## Loopbaan
Na zijn studies journalistiek aan de Katholieke Universiteit Leuven en cinematografie aan het RITCS te Brussel ging Raes in januari 1978 aan de slag bij de BRTN, later VRT. Gedurende zijn periode aan de Reyerslaan was Raes productiemanager van VRT-reeksen als Alexander, de soap Thuis en Hof van Assisen. 
Bruno Raes en zijn Limburgse collega's Luc Beerten en Willy Vanduren bedachten eind jaren tachtig de populaire VRT-sitcom F.C. De Kampioenen, die in totaal 21 seizoenen op de buis kwam en tot het Vlaams populair-cultureel erfgoed behoort. De eerste aflevering van de reeks werd uitgezonden op 6 oktober 1990 op de toenmalige BRT, met Raes en regisseur Willy Vanduren aan het roer. De reeks zou in eerste instantie over een ploeg veldrijders gaan, maar Raes kwam tijdens een vergadering met het idee om voetbal als centrale thema te gebruiken. Hij werkte twaalf jaar mee aan de reeks als uitvoerend producent.
Sinds 1998 al werd Raes bijgestaan door Marc Scheers en Rik Stallaerts, zijn definitieve opvolgers. Beerten en Vanduren stapten veel eerder uit het F.C. De Kampioenen-project.
In 2004 vertrok Raes na 27 jaar dienst bij VRT. Sindsdien schreef hij tot aan zijn pensioen op een freelance basis (reis)artikels voor de Belgische krant De Standaard.